# Jambaldinni, Raichur
Jambaldinni là một làng thuộc tehsil Raichur, huyện Raichur, bang Karnataka, Ấn Độ.